# L'amore è femmina
L'amore è femmina è il secondo album in studio della cantautrice Nina Zilli, pubblicato il 15 febbraio 2012 dall'etichetta discografica Universal.

## Il disco
È stato pubblicato in contemporanea alla partecipazione della Zilli al 62º Festival di Sanremo e contiene il brano Per sempre, pubblicato come primo singolo estratto e portato in gara all'Ariston e classificatosi tra i 10 finalisti. Nel successivo mese di marzo è iniziato il L'amore è femmina tour, seconda serie di concerti della cantautrice, che ha proposto brani di questo album, come Per le strade e Piangono le viole, oltre a canzoni del precedente disco, quali L'uomo che amava le donne, Bacio d'a(d)dio e 50mila.
I brani del disco, prodotto da Michele Canova Iorfida, sono scritti in gran parte dalla stessa cantante, oltre che da autori come Pacifico, Roberto Casalino, Diego Mancino, Alessandra Flora, Marco Ciappelli e Carmen Consoli.
L'album contiene anche l'omonimo brano L'amore è femmina, secondo singolo estratto, che l'artista ha presentato la prima volta allo show di Rai 2 Quelli che il calcio, e che successivamente ha rappresentato, in una versione bilingue ridotta a 3', l'Italia all'Eurovision Song Contest 2012, finendo al nono posto.

## Tracce
CD (Universal 060252794597 (UMG) / EAN 0602527945972)
1. Per le strade – 3:37 (Luigi De Crescenzo)
2. Per sempre – 3:26 (testo: Roberto Casalino e Nina Zilli – musica: Roberto Casalino)
3. Una notte – 3:28 (Nina Zilli)
4. L'inverno all'improvviso – 3:26 (Nina Zilli)
5. La felicità – 3:41 (Diego Mancino)
6. L'amore è femmina – 3:00 (Nina Zilli, Charlie Mason, Kristoffer Karl Arne Sjokvist, Christian Rabb, Frida Molander)
7. Piangono le viole – 3:30 (testo: Nina Zilli – musica: Nina Zilli e Davide Tagliapietra)
8. Non qui – 2:56 (Nina Zilli)
9. La casa sull'albero – 3:06 (testo: Marco Ciappelli e Luca Angelosanti – musica: Alessandra Flora e Francesco Morettini)
10. Anna – 3:09 (Nina Zilli)
11. Un'altra estate – 3:03 (testo: Carmen Consoli – musica: Nina Zilli)
12. Lasciatemi dormire – 3:03 (Nina Zilli)

Durata totale: 39:25
Traccia bonus (iTunes)
- Download digitale

1. L'amore è femmina (Out of Love) – 3:00 (Charlie Mason, Nina Zilli, Kristoffer Sjokvist, Christian Rabb, Frida Molander) – Versione inglese - Titolo Originale: Fireworks

## Formazione
- Nina Zilli – voce
- Davide Tagliapietra – chitarra elettrica, programmazione, chitarra acustica, basso, sintetizzatore
- Christian "Noochie" Rigano – pianoforte, programmazione, solina, ARP, sintetizzatore, organo Hammond, Fender Rhodes
- Gareth Brown – batteria
- Biagio Antonacci – batteria aggiuntiva
- Riccardo Gibertini – tromba, flicorno, corno francese
- Alberto Bollettieri – trombone
- Marco Zaghi – sassofono tenore, flauto
- Giulio Visibelli – sassofono baritono

## Successo commerciale
L'album, debutta e raggiunge come posizione massima l'11ª della Classifica FIMI Album. Il successivo 6 novembre viene certificato dalla FIMI, disco d'oro per le oltre 30 000 copie vendute.

## L'amore è femmina Tour
L'amore è femmina Tour è il secondo tour della cantante soul italiana Nina Zilli. Il tour promuove il suo secondo disco L'amore è femmina, dal quale sono stati estratti finora tre singoli: Per sempre, presentato al Festival di Sanremo 2012 e diventato disco d'oro in Italia, L'amore è femmina (Out of Love), presentato all'Eurovision Song Contest 2012 a Baku (con il quale si è classificata nona), e Per le strade.

### Scaletta
- Intro Barracuda
- Per le strade
- L'inverno all'improvviso
- Never Never (cover)
- Piangono le viole
- 50mila
- L'inferno
- L'amore è femmina (Out of Love)
- Anna
- Per sempre
- Una notte
- L'amore verrà (cover)
- Non qui
- La felicità
- At Last (cover)
- Intro BB King fiato e corono lunga a chiamata
- Penelope
- Che bella cosa sei
- Un'altra estate
- Bacio d'a(d)dio
- L'uomo che amava le donne
- La casa sull'albero
- Lasciatemi dormire
- Be My Babe (cover Nina Simone)

## Classifiche
| Paese  | Posizione massima |
| ------ | ----------------- |
| Italia | 11                |